# Gola del Furlo

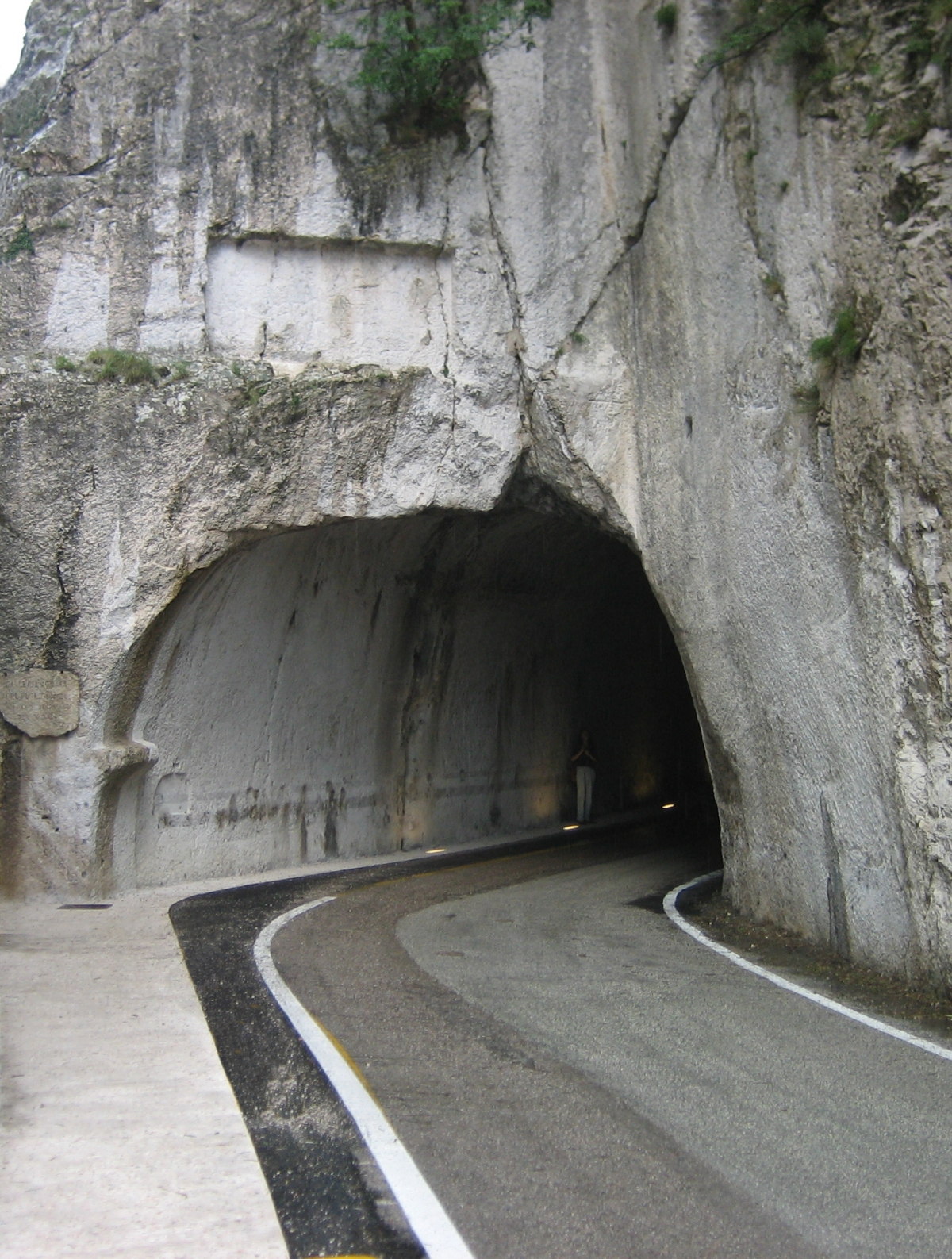
La galleria romana del Furlo

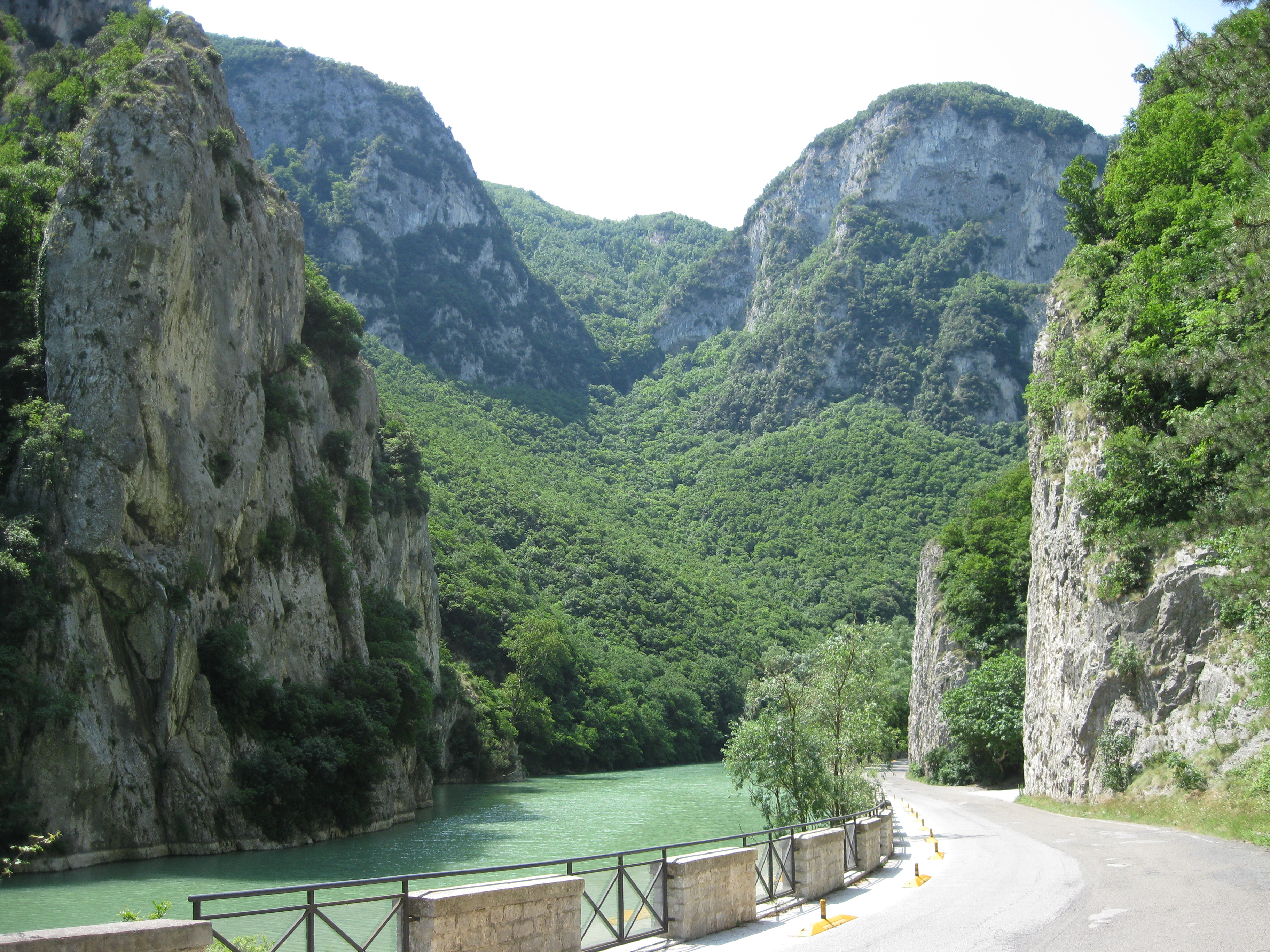
Gola del Furlo

La gola o passo del Furlo è una gola situata tra il monte Pietralata (889 m) e il monte Paganuccio (976 m), creata dalla forza erosiva del fiume Candigliano, affluente del Metauro. Nei millenni ha raggiunto una notevole profondità, che tuttavia attualmente non è più visibile a causa della diga, costruita nel 1922, che ha ridotto l'impetuoso corso d'acqua a un placido lago. Si trova in provincia di Pesaro-Urbino nel territorio dei comuni di Fermignano, Fossombrone, Cagli e Acqualagna. La gola è percorsa dal tracciato originario della via Flaminia.

## Geologia
Geologicamente la vallata del Furlo ha grande interesse. Qui affiorano le rocce calcaree di origine marina della successione meso-cenozoica umbro-marchigiana: Calcare Massiccio, Corniola, Rosso Ammonitico, Calcari del Bugarone (Giurassico); Maiolica, Marne a Fucoidi e Scaglie, Bianca e Rossa (Cretaceo). Nella parte alta della Scaglia Bianca è riconoscibile il livello Bonarelli, nero, bituminoso, che segna il limite tra Cenomaniano e Turoniano e rappresenta un orizzonte guida per tutta l'area umbro-marchigiana.

Molte di queste formazioni hanno fornito fossili a cavatori del luogo e collezionisti. Ad es. nella "Corniola" micritica e spatica sono stati trovati negli anni 2000-2007 vari campioni di ammoniti molto interessanti appartenenti a generi e specie nuovi per la scienza (Furlites, Pelingoceras, Claviceras, Paramorphites e altri) provenienti da una vallata vicino alla cava grande (Grilli).
Con Decreto del Ministero dell'Ambiente del 6 febbraio 2001 pubblicato sulla Gazzetta Ufficiale del 12 giugno 2001, Serie Generale n.134, è stata istituita la Riserva naturale statale Gola del Furlo.

## La galleria
Per consentire un più agevole passaggio di persone e veicoli, fu fatta scavare, dall'imperatore Vespasiano, una galleria nel punto più stretto della gola che fu detta "petra pertusa" o "forulum" (piccolo foro), da cui "Furlo"; accanto a essa si trova un precedente varco di epoca etrusca, lungo 8 m, largo 3,30 m e alto 4,45 m, e una piccola chiesetta, detta della Botte, un tempo abitata da un eremita.
Al di sopra dell'ingresso nord-orientale è ancora visibile l'iscrizione, che stabilisce il compimento dell'opera tra il 76 e il 77:
(CIL XI, 6106)
La galleria è lunga 38,30 m, larga al massimo 5,47 m, alta 5,95 m; è tutta scavata nel calcare compatto mediante scalpello, di cui si vedono i tagli a gradina, ed è senza rivestimento.
Dagli anni ottanta del Novecento il Passo del Furlo è solcato dalla superstrada, con due nuove gallerie lunghe 3391 m, e ciò ha permesso di liberare dal traffico veloce il vecchio tracciato stradale lungo il lago.

## Storia
Di qui passò l'imperatore romano Onorio nel 404, dopo la vittoria sui Visigoti di Alarico, per recarsi al trionfo di Roma. Vitige nel 538, in piena guerra gotica, fortificò il passo, fece chiudere i due accessi alla galleria e vi pose un presidio di 400 Ostrogoti, che furono poi vinti dai soldati di Belisario facendo precipitare dall'alto grossi macigni. In seguito occupato da Totila, fu potentemente fortificato, ma nel 553 lo conquistò Narsete. Tra il 570 e 578, il passo venne preso dai Longobardi che ne distrussero le fortificazioni.
Nei secoli seguenti pare che la via Flaminia fosse stata quasi abbandonata: vi passarono nel 1502 Lucrezia Borgia recandosi a Ferrara e nel 1506, con difficoltà, Giulio II che andava all'impresa di Bologna. Ancora nel principio del ‘700 il transito era difficile e pericoloso, e solo nel 1776 il passo e la strada vennero riattati. Tra il 23 maggio e il 12 giugno 1849 i soldati della Repubblica Romana, comandati dal colonnello L. Pianciani, opposero resistenza all'esercito austriaco.
Negli anni trenta la Guardia Forestale locale, con un'opera di scavi e costruzione di muretti, riprodusse sulle pendici del monte Pietralata, a ridosso della gola, il profilo di Benito Mussolini, che attraversava spesso la gola nei suoi spostamenti tra Roma e il nord Italia, alloggiando in uno storico hotel del posto. Il monumento, che fu minato e distrutto dai partigiani durante la guerra, è oggi soltanto parzialmente riconoscibile.
Durante la seconda guerra mondiale, il Furlo visse momenti di tensione, ma non fu teatro di feroci scontri. Gli anni settanta furono invece anni devastanti, soprattutto per il paesaggio, rovinato dall'attività delle cave di pietra.